# 엘 말레피시오 (2023년 텔레노벨라)
《엘 말레피시오》(스페인어: El maleficio)는 2023년 방영된 멕시코의 텔레노벨라이다.